# Hamataliwa
Hamataliwa är ett släkte av spindlar. Hamataliwa ingår i familjen lospindlar.

## Dottertaxa tillHamataliwa, i alfabetisk ordning[1]
- Hamataliwa albibarbis
- Hamataliwa argyrescens
- Hamataliwa aurita
- Hamataliwa banksi
- Hamataliwa barroana
- Hamataliwa bicolor
- Hamataliwa bituberculata
- Hamataliwa brunnea
- Hamataliwa buelowae
- Hamataliwa bufo
- Hamataliwa caudata
- Hamataliwa cavata
- Hamataliwa cheta
- Hamataliwa circularis
- Hamataliwa communicans
- Hamataliwa cooki
- Hamataliwa cordata
- Hamataliwa crocata
- Hamataliwa difficilis
- Hamataliwa dimidiata
- Hamataliwa dubia
- Hamataliwa facilis
- Hamataliwa flebilis
- Hamataliwa fronticornis
- Hamataliwa globosa
- Hamataliwa grisea
- Hamataliwa haytiana
- Hamataliwa helia
- Hamataliwa hista
- Hamataliwa kulczynskii
- Hamataliwa labialis
- Hamataliwa laeta
- Hamataliwa maculipes
- Hamataliwa marmorata
- Hamataliwa micropunctata
- Hamataliwa monroei
- Hamataliwa nigrescens
- Hamataliwa nigritarsa
- Hamataliwa nigriventris
- Hamataliwa penicillata
- Hamataliwa perdita
- Hamataliwa porcata
- Hamataliwa positiva
- Hamataliwa puta
- Hamataliwa quadrimaculata
- Hamataliwa rana
- Hamataliwa rostrifrons
- Hamataliwa rufocaligata
- Hamataliwa sanmenensis
- Hamataliwa schmidti
- Hamataliwa sikkimensis
- Hamataliwa strandi
- Hamataliwa subfacilis
- Hamataliwa triangularis
- Hamataliwa tricuspidata
- Hamataliwa tuberculata
- Hamataliwa unca
- Hamataliwa ursa